# Apristurus melanoasper
Apristurus melanoasper — акула з роду Чорна котяча акула родини Котячі акули. Інша назва «чорна грубошкіра котяча акула».

## Опис
Загальна довжина досягає 76,1 см при вазі 1,288 кг. Голова широка, сплощена зверху. Рило відносно довге. Очі маленькі, овальні з мигальною перетинкою. За ними розташовані невеличкі бризкальця. Ніздрі широкі. Рот короткий й зігнутий. Зуби дрібні з численними верхівками, з яких центральна вища, а бокові — маленькі. У неї 5 пар коротких зябрових щілин. Тулуб подовжений, щільний. Шкіряна луска велика, з хребтовим узвишшям, що закінчується зубчиком. Луска розташована широко. Шкіра акула на дотик є шорсткою та грубою. Спіральний клапан має 19-23 витків. Має 2 спинних плавця. Задній спинний плавець більше за передній. Анальний плавець низький та широкий.
Забарвлення молодих особин майже чорне, але з віком світлішає й з'являється коричнюватий відлив.

## Спосіб життя
Тримається на глибинах від 512 до 1520 м. Доволі млява та малоактивна акула. Полює біля дна, є бентофагом. Живиться глибоководними молюсками та ракоподібними, а також дрібною костистою рибою.
Статева зрілість настає при розмірі 55-59 см. Це яйцекладна акула. Самиця народжує 1 яйце з вусиками, якими чіпляється за ґрунт або водорості.

## Розповсюдження
Мешкає в акваторії Франції, Великої Британії, Ірландії, північноатлантичних берегів США.